# Ferrocarril Noroeste Argentino
El Ferrocarril Noroeste Argentino fue una empresa ferroviaria de capitales británicos que operó un ramal de trocha angosta en la provincia de Tucumán. Esta empresa fue vendida al Ferrocarril Central Córdoba en 1899.
La empresa fue fundada en 1886 para hacerse cargo de una concesión otorgada a Samuel Kelton en 1885 por el gobierno provincial de Tucumán, para la construcción de una línea de 142 kilómetros desde San Miguel de Tucumán a Lamadrid y para construir ramales secundarios desde Concepción a Medinas.
La construcción de los ramales fue completada en su totalidad en 1889, pero la situación financiera de la empresa se deterioró al punto que fue necesaria su venta al Ferrocarril Central Córdoba en 1899.